# East is East
Die britische Komödie East is East (Originaltitel: East Is East) schöpft ihre Komik aus dem Konflikt zwischen den westlichen und den pakistanisch-muslimischen Traditionen in England. Damien O’Donnell inszenierte sie im Jahr 1999, die Geschichte basiert auf dem gleichnamigen Drama von Ayub Khan-Din, das erstmals 1996 am Royal Court Theatre aufgeführt wurde. Der Titel entstammt dem Gedicht The Ballad Of East And West von Rudyard Kipling.

## Handlung
Der Film spielt 1971 in Salford, damals noch Teil der Grafschaft Lancashire, einer kleineren Stadt in Nordengland. Im Mittelpunkt steht die bikulturelle englische Familie Khan. Der Vater, George, stammt aus dem heutigen Pakistan, ist Muslim und seit 25 Jahren mit Ella, einer Britin irischer Herkunft verheiratet. Sie haben sieben Kinder, sechs Söhne und eine Tochter. Bald werden Konflikte in der Familie deutlich, weil George die Traditionen seines Herkunftslandes bewahren will, während seine Kinder der britischen Kultur entsprechend leben möchten.
Als die Kinder der Familie an einer christlichen Prozession teilnehmen, müssen sie sich vor dem Vater verstecken, der die Parade beobachtet. Der älteste Sohn Nazir lässt die von seinem Vater arrangierte Heirat in letzter Sekunde platzen (weil er, wie sich später herausstellt, homosexuell ist) und wird dafür vom Vater verstoßen. Es kommt auch heraus, dass der jüngste Sohn Sajid nicht beschnitten ist; auf Drängen des Vaters und gegen Sajids Willen wird das nachgeholt. Als die Kinder entdecken, dass George nun für zwei weitere seiner Söhne, Abdul und Tariq, ohne deren Wissen eine arrangierte Hochzeit mit zwei nicht sonderlich attraktiven Töchtern eines reichen Pakistani aus Bradford plant, zerstört Tariq die heimlich von George eingekauften Hochzeitskleidungsstücke. Nur der gläubige Maneer hat bis dahin stets eine konservative Haltung vertreten und versucht den Schaden zu verbergen. George findet ihn jedoch mit den zerrissenen Kleidungsstücken und wird gewalttätig, vor allem, weil Maneer seine Geschwister nicht verraten will. Hierdurch distanziert er sich vom Vater und den Traditionen. Ella möchte ihren Sohn vor dem Übergriff des Vaters beschützen und geht dazwischen, worauf George auch ihr ins Gesicht schlägt. Als die vorgesehenen künftigen Ehefrauen samt ihrer Familie das Haus der Khans besuchen, kommt es endgültig zur Eskalation. Es wird offenkundig, dass Khans Kinder sich an die britische Kultur assimiliert haben, und die Familie der möglichen Ehefrauen verlässt entrüstet das Haus der Khans. Beim erneut aufflammenden Streit zwischen George und Ella wird George ihr gegenüber wiederum gewalttätig. Die Kinder verhindern das und stellen sich nun alle eindeutig auf die Seite der Mutter. George verlässt die Wohnung, scheint sich jedoch für die Familie ändern zu wollen.

## Kritiken
Die Stuttgarter Zeitung urteilt 2001 in ihrer Filmkritik: „In O'Donnells plumper Inszenierung aber geht jeder Zwischenton unter. Und was an der Oberfläche übrig bleibt, das ist dann keineswegs ein Aufruf zur Toleranz, sondern eine selbstgefällige Feier der vitalen britischen Prolokultur, die zum Maß aller Dinge erklärt wird.“
In einer Rezension des Nachfolgefilms „West is West“ verweist dagegen Dirk Sander 2012 im Spiegel ausdrücklich zurück auf East is East und bezeichnet diesen Film als „ein kleines Kunstwerk“, mit dem niemand gerechnet habe. East is East sei „komisch, rührend und tragisch. Vor allem aber ehrlich.“

## Auszeichnungen
East is East gewann 2000 den British Academy Film Award in der Kategorie Bester britischer Film und wurde für fünf weitere Preise nominiert (Bester Film, Bester Hauptdarsteller – Om Puri, Beste Hauptdarstellerin – Linda Bassett, Bestes adaptiertes Drehbuch, Carl Foreman Award als beste Nachwuchshoffnung – Ayub Khan-Din).

## Sonstiges
Gedreht wurde in den Ealing Studios, in Manchesters Stadtteil Openshaw und die Szenen aus Bradford in Southall.
East is East wurde erstmals im Mai 2000 in den deutschen Kinos gezeigt. Im Herbst 2010 wurde auf den Filmfestivals in Toronto und in London ein Nachfolgefilm unter dem Titel West is West vorgestellt, der ab Februar 2011 in den englischen Kinos sowie ab Juni 2012 auch in den deutschen Kinos anlief. Ein weiterer Fortsetzungsfilm über die Familie Khan ist in Planung (Stand Oktober 2010).